# Libri legales
Per Libri Legales si intendono generalmente i testi giustinianei da poco riscoperti dall'occidente medievale cristiano durante l'XI secolo e anche i cinque tomi medievali in cui è stato riorganizzato il Corpus iuris civilis giustinianeo, secondo la tradizione opera compiuta da Irnerio a Bologna.

## La composizione di Irnerio
- I Tomo - Digestum Vetus: libri 1-24.2 del Digesto giustinianeo.
- II Tomo - Infortiatum: libri 24.3-38 del Digesto giustinianeo.
- III Tomo - Digestum Novum: libri 39-50 del Digesto giustinianeo.
- IV Tomo - Codex: libri 1-9.
- V Tomo - Volumen parvum: raccoglie le Institutiones per intero, i Tres Libri (gli ultimi tre del Codex, 10-12), le Novelleae (in numero di 134).

Nell'ultimo tomo le Novellae sono distribuite in nove collationes, più una decima che raccoglie i libri feudali, detta appunto decima collatio. La Decima è completamente differente dal resto delle collationes in quanto non tratta di diritto giustinianeo ma di diritto consuetudinario lombardo. Essa è inserita successivamente al testo, dopo gli studi di Pillio, caposcuola modenese, sotto il nome di redazione Accursiana; altre constitutiones imperiali più recenti sono distribuite in maniera frammentaria, distribuite per materie all'interno del Codex.